# Via Portuensis
Виа Портуензе (на латински: Via Portuensis; на италиански: Via Portuense) е древен римски път в Италия.
Пътят е дълъг 24 км и започва в Рим от моста Емилий (Pons Aemilius), минава по дясния бряг на Тибър и води до устието на Тибър до пристанището Портус (Portus Romae), построено от император Клавдий през 42 г. По пътя се трансопртирало по-лесно житото от Египет за Рим.
През 271 и 275 г. в Рим се построява Стената на Аврелиан и вратата Porta Portuensis, от която започвал пътят Via Portuense. През вратата Porta Portuensis през 455 г. вандалите с Гейзерик нахлуват в Рим и го грабят четиринадесет дена.
През Средновековието затварят западния вход на вратата. При папа Урбан VIII тя е съборена и при неговия наследник Инокентий X през средата на 17 век е заменена с Порта Портезе, намираща се на 450 метра северно.
Днешната улица Via Portuense в Рим започва от Porta Portese и след Ponte Galeria завършва в общината Фиумичино.